# Список песен Джо Дассена

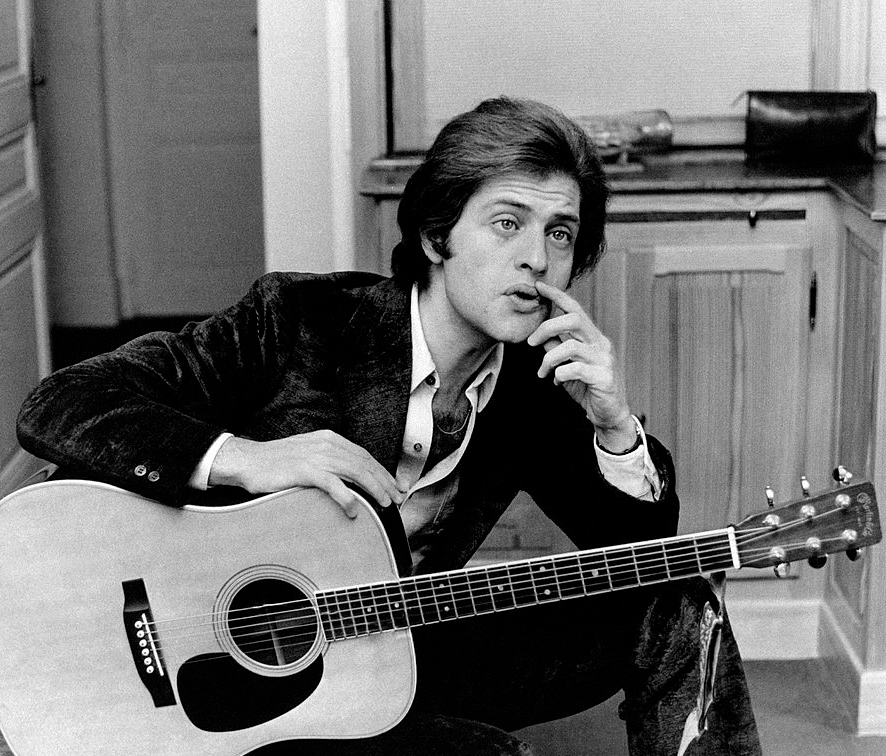
Джо Дассен в 1960-х

Джо Дассен записал около 250 песен на французском, испанском, немецком, английском, итальянском, греческом и японском языках.

## Список песен

### 1950-е

#### 1958
- La Loi (Джо Дассен и Джина Лоллобриджида)

### 1960-е

#### 1965
- Je change un peu de vent (Джо Дассен и Жан-Мишель Рива)
- Il a plu (Джо Дассен и Жан-Мишель Рива)
- Dis-moi, dis-lui (Джо Дассен, Жан-Мишель Рива и Жан Ренар)
- Ce n'est pas une fille (Джо Дассен и Жан-Мишель Рива)
- Bip bip (Джо Дассен, Жан-Мишель Рива и Фрэнк Томас)
- Guantanamera (Джо Дассен и Жан-Мишель Рива)
- Je n'ai que mes mains (Джо Дассен и Жан-Мишель Рива)
- Pas sentimental (Джо Дассен и Пьер Деланоэ)
- Je vais mon chemin (Джо Дассен и Жан-Мишель Рива)
- Isabelle, prends mon chapeau (Джо Дассен, Жан-Мишель Рива, Морис Фанон и Том Пакстон)
- Mâche ta chique (Джо Дассен, Жан-Мишель Рива и Морис Фанон)
- Les jours s'en vont pareils (Джо Дассен и Жан-Мишель Рива)

#### 1966
- Excuse me lady (Джо Дассен и Жан-Мишель Рива)
- Petite mama (Джо Дассен и Жан-Мишель Рива)
- Joli minou (Джо Дассен, Жорж Лиферман и Жан-Мишель Рива)
- Vive moi! (Джо Дассен и Жорж Лиферман)
- Guantanamera (Джо Дассен и Жан-Мишель Рива)
- Katy cruel (Джо Дассен и Пьер Бару)
- Ça m'avance à quoi ? (Джо Дассен и Жорж Лиферман)
- Comme la lune (Джо Дассен и Жан-Мишель Рива)
- Ça M'avance A Quoi? (You Were On My Mind) (Джо Дассен и Жорж Лиферман)
- Combien De Temps Pour T'oublier? (Can't Help But Wonder Where I'm Bound) (Джо Дассен и Жан-Мишель Рива)
- Comme La Lune (Four Kinds Of Lonely) (Джо Дассен и Жан-Мишель Рива)
- Le tricheur (The Cheater) (Джо Дассен и Андре Сальве)
- Comme La Lune (Джо Дассен и Жан-Мишель Рива)
- Petite mama (Джо Дассен и Жан-Мишель Рива)
- Vive moi! (Джо Дассен и Жорж Лиферман)
- Celle que j'oublie (Джо Дассен и Жан-Мишель Рива)
- Katy cruel (Джо Дассен и Пьер Бару)

#### 1967
- Marie-Jeanne (Джо Дассен, Жан-Мишель Рива и Фрэнк Томас)
- Tout bébé a besoin d'une maman (Джо Дассен, Жан-Мишель Рива и Фрэнк Томас)
- Les Dalton (Джо Дассен, Жан-Мишель Рива и Фрэнк Томас)
- Hello hello! (Джо Дассен и Клод Лемель)
- Viens voir le loup (Ven A Ver El Lobo) (Джо Дассен, Жан-Мишель Рива)
- C'est un cœur de papier (Es Un Corazon De Papel) (Джо Дассен и Жан-Мишель Рива)
- Pauvre doudou (Джо Дассен и Клод Лемель)
- The last thing on my mind (Джо Дассен и Жан Мюзи)
- Saint James infirmary blues (Джо Дассен и Жан Мюзи)
- L'ombre d'un amour (Джо Дассен и Клод Лемель)
- Paper heart (Джо Дассен)
- Marie-Jeanne (Джо Дассен, Жан-Мишель Рива и Фрэнк Томас)
- My funny Valentine (Джо Дассен и Жан Мюзи)
- Sometime lovin' (Джо Дассен и Жан-Мишель Рива)
- Can't help but wonder (Джо Дассен и Том Пакстон)
- Careless Love (Джо Дассен)
- You were on my mind (Джо Дассен)

#### 1968
- Ma bonne étoile (Джо Дассен и Пьер Деланоэ)
- Un peu comme toi (Джо Дассен и Ришель Дассен)
- Siffler sur la colline (Джо Дассен, Жан-Мишель Рива и Фрэнк Томас)
- Comment te dire? (Джо Дассен, Жан-Мишель Рива и Фрэнк Томас)[1]
- L'Amérique (Джо Дассен и Пьер Деланоэ)
- La bande à Bonnot (Джо Дассен, Жан-Мишель Рива и Фрэнк Томас)
- Plus je te vois, plus je te veux (Джо Дассен, Жан-Мишель Рива и Фрэнк Томас)
- La bande à Bonnot (Джо Дассен, Жан-Мишель Рива и Фрэнк Томас)
- Un Giorno D'aprile

#### 1969
- The Champs Elysees
- Sunday Times
- Le chemin de papa (Джо Дассен и Пьер Деланоэ)
- Les Champs-Élysées (Джо Дассен и Пьер Деланоэ)
- Le petit pain au chocolat (Джо Дассен и Пьер Деланоэ)
- Le temps des œufs au plat (Джо Дассен, Клод Лемель и Ришель Дассен)
- Oh, Champs Élysées (германский релиз)
- Es Ist Leicht... (Le Chemin De Papa) (германский релиз)
- Mé qué mé qué (Шарль Азнавур и Жильбер Беко)
- La violette africaine (Джо Дассен и Ришель Дассен)
- Sunday times (Джо Дассен и Ришель Дассен)
- Les Champs-Élysées на немецком языке (Джо Дассен и Ганс Брадтке)
- Les Champs-Élysées на английском языке (Джо Дассен)
- Les Champs-Élysées на итальянском языке (Джо Дассен и Бруно Лази)

### 1970-е

#### 1970
- Au bout des rails (Джо Дассен, Пьер Деланоэ и Нил Даймонд)
- Billy le Bordelais (Джо Дассен и Пьер Деланоэ)
- Cécilia (Джо Дассен и Пьер Деланоэ)
- C'est bon l'amour (Джо Дассен, Пьер Деланоэ и Клод Лемель)
- C'est la vie, Lily en italien (Джо Дассен и Бруно Лази)
- Je la connais si bien (Джо Дассен и Пьер Деланоэ)
- La Luzerne (Джо Дассен и Пьер Деланоэ)
- La Fleur aux dents (Джо Дассен и Клод Лемель)
- Le Grand Parking (Джо Дассен и Клод Лемель)
- Mon village du bout du monde (Джо Дассен и Пьер Деланоэ)
- Un garçon nommé Suzy (Джо Дассен и Пьер Деланоэ)
- Un cadeau de papa (Джо Дассен и Клод Лемель
- Une Cliente En Or
- Un petit air de musique (Джо Дассен и Ришель Дассен)

#### 1971
- Bye bye Louis (Джо Дассен, Ришель Дассен и Клод Лемель)
- Melanie
- Fais la bise à ta maman (Джо Дассен, Клод Лемель и Ришель Дассен)
- Mais la mer est toujours bleue (Джо Дассен и Пьер Деланоэ)
- Das Sind Zwei Linke Schuh
- Elle était... Oh! (Джо Дассен и Пьер Деланоэ)
- Es Gibt Mädchen So Zum Träumen (La Fleur Aux Dents)
- La Ligne de vie (Джо Дассен, Ришель Дассен и Клод Лемель)
- La Mal-aimée du courrier du cœur (Джо Дассен, Ришель Дассен и Клод Лемель)
- L'Équipe à Jojo (Джо Дассен и Клод Лемель)
- Le Portugais (Джо Дассен, Ришель Дассен и Пьер Деланоэ)
- Meines Vaters Sohn (Un Cadeau De Papa) (Джо Дассен и Клод Лемель)
- Allez roulez! (Джо Дассен и Пьер Деланоэ)
- Sylvie (Джо Дассен, Ришель Дассен и Клод Лемель)
- Les Joies de la cuisine (Джо Дассен и Клод Лемель)
- Le Chanteur des rues (Джо Дассен, Ришель Дассен и Клод Лемель)
- À la santé d'hier (Джо Дассен и Пьер Деланоэ)
- Pauvre Pierrot (Джо Дассен и Пьер Деланоэ)
- Si tu peux lire en moi (Джо Дассен, Гордон Лайтфут и Пьер Деланоэ)
- Le général a dit (Джо Дассен, Мишель Мэллори, Алиса Дона и Клод Лемель)
- Es gibt Mädchen so zum traümen (Джо Дассен и Клод Лемель)

#### 1972
- Ich Hab' Mich Verliebt
- Dieser Sänger Braucht Nur Ein Chanson
- Darauf ein Glas (Джо Дассен и Пьер Деланоэ)
- In Versailles In Dem Großen Garten
- La Complainte de l'heure de pointe  (Джо Дассен, Ришель Дассен и Клод Лемель)
- Un peu de paradis (Джо Дассен, Даниэль Сефф, Ричард Сефф и Клод Лемель)
- Taka takata (Джо Дассен, Аль Верлан, Ришель Дассен и Клод Лемель)
- Le Cheval de fer (Джо Дассен, Ришель Дассен и Клод Лемель)
- Le Moustique Джо Дассен, Ришель Дассен и Клод Лемель)[2]
- Salut les amoureux (Джо Дассен, Ришель Дассен и Клод Лемель)
- Ma nana (Джо Дассен и Пьер Деланоэ)
- Vaya-na-cumana (Джо Дассен, Ришель Дассен и Клод Лемель)
- C'est ma tournée (Джо Дассен)
- S'aimer sous la pluie (Джо Дассен и Пьер Деланоэ)
- Louisiana (Джо Дассен, Мэт Камисон и Пьер Деланоэ)
- Julie, Julie (Джо Дассен и Пьер Деланоэ)
- Le Roi du blues (Джо Дассен и Пьер Деланоэ)
- Es ist leicht auf dem Kopf zu stehen (Джо Дассен и Пьер Деланоэ)
- Dans la brume du matin (Джо Дассен и Жан-Мишель Рива)
- Oh! Namba! (Джо Дассен и Даниэль Вангард)
- Tourne tourne tourne (Джо Дассен)

#### 1973
- À chacun sa chanson (Джо Дассен, Пьер Деланоэ и Клод Лемель)
- On s'en va (Джо Дассен, Пьер Деланоэ и Клод Лемель)
- Dédé le kid (Джо Дассен, Пьер Деланоэ, Клод Лемель и Даниэль Вангард)
- Pourquoi pas moi? (Джо Дассен, Пьер Деланоэ и Клод Лемель)
- Allons danser Valérie (Джо Дассен, Пьер Деланоэ и Клод Лемель)
- Les Plus Belles Années de ma vie (Джо Дассен, Пьер Деланоэ и Клод Лемель)
- La Dernière Page (Джо Дассен, Пьер Деланоэ и Клод Лемель)
- Qu'est-ce que j'ai pu faire hier soir (Джо Дассен, Пьер Деланоэ и Клод Лемель)
- Quand on a seize ans (Джо Дассен, Пьер Деланоэ и Клод Лемель)
- Oh là là (Джо Дассен, Пьер Деланоэ и Клод Лемель)
- Ton côté du lit (Джо Дассен, Клод Лемель и Алиса Дона)
- Quand on a du feu (Джо Дассен, Пьер Деланоэ и Клод Лемель)
- Fais-moi de l'électricité (Джо Дассен, Пьер Деланоэ и Клод Лемель)
- In Paris ringsumher (Джо Дассен)
- Je t'aime, je t'aime (Джо Дассен, Даниэль Вангард, Пьер Деланоэ и Клод Лемель)
- La Chanson des cigales (Джо Дассен и Клод Лемель)
- We Ain't Makin' It (Джо Дассен)
- Tout le monde à la campagne  (Джо Дассен, слова и музыка Джим Ларрэдж, неопубликованная, никогда не выпускалась)

#### 1974
- Si tu t'appelles Mélancolie (Джо Дассен, Пьер Деланоэ и Клод Лемель)
- Vade retro (Джо Дассен, Пьер Деланоэ и Клод Лемель)
- Messieurs les jurés (Джо Дассен, Пьер Деланоэ и Клод Лемель)
- Six jours à la campagne (Джо Дассен, Пьер Деланоэ и Клод Лемель)
- L'Amour etc. (Джо Дассен, Пьер Деланоэ и Клод Лемель)
- Entre deux adieux (Джо Дассен, Кирилл Ассус, Пьер Деланоэ и Клод Лемель)
- Le Service militaire (Джо Дассен, Пьер Деланоэ и Клод Лемель)
- Annie l'année dernière (Джо Дассен, Жорж Шатлен, Пьер Деланоэ и Клод Лемель)
- Marie-Madeleine (Джо Дассен, Пьер Деланоэ и Клод Лемель)
- Je te crois (Джо Дассен, Кирилл Ассус, Пьер Деланоэ и Клод Лемель)
- Ce n'est rien que du vent (Джо Дассен, Пьер Деланоэ и Клод Лемель)
- Ma dernière chanson pour toi (Джо Дассен, Ален Лабаччи, Пьер Деланоэ и Клод Лемель)
- C'est du mélo (Джо Дассен, Пьер Деланоэ и Клод Лемель)
- Crésus и Roméo (Джо Дассен, Алиса Дона, Жан Клодрик, в дуэте с Карлосом)
- Je te crois (Джо Дассен, Пьер Деланоэ, Клод Лемель и Кирилл Ассус)
- Si tu viens au monde (Джо Дассен, Пьер Деланоэ и Клод Лемель)
- Sixteen Tons (Джо Дассен и Мерл Трэвис)

#### 1975
- Et si tu n'existais pas (Джо Дассен, Пьер Деланоэ и Клод Лемель)
- Il faut naître à Monaco (Джо Дассен, Пьер Деланоэ и Клод Лемель)
- Chanson triste (Джо Дассен, Бернар Эстарди, Пьер Деланоэ и Клод Лемель)
- Le Costume blanc (Джо Дассен, Пьер Деланоэ и Клод Лемель)
- L'Albatros (Джо Дассен, Пьер Деланоэ и Клод Лемель)
- Alors qu'est-ce que c'est? (Джо Дассен, Пьер Деланоэ и Клод Лемель)
- Ça va pas changer le monde (Джо Дассен, Пьер Деланоэ и Клод Лемель)
- Salut (Джо Дассен, Пьер Деланоэ и Клод Лемель)
- Carolina (Джо Дассен, Пьер Деланоэ и Клод Лемель)
- C'est la nuit (Джо Дассен, Пьер Деланоэ и Клод Лемель)
- Ma musique (Джо Дассен, Пьер Деланоэ и Клод Лемель)
- Piano mécanique (Джо Дассен, Клод Боллинг, Пьер Деланоэ и Клод Лемель)
- Solo puedo mirar atras (Aun vivo para el amor) (Джо Дассен, Вито Паллавичини, Паскуале Лосито, Стюарт Уорд, Пьер Деланоэ и Клод Лемель)
- I Can't Stop Loving You (Джо Дассен и Дон Гибсон)
- Indian Summer (Джо Дассен, Вито Паллавичини, Пьер Деланоэ и Клод Лемель)
- L'estate di San Martino (Джо Дассен, Вито Паллавичини, Паскуале Лосито, Стюарт Уорд, Пьер Деланоэ и Клод Лемель)
- L'Été indien (Джо Дассен, Пьер Деланоэ и Клод Лемель)
- Moi j'ai dit non (Джо Дассен, Пьер Деланоэ и Клод Лемель)
- L'été indien на японском языке (Джо Дассен, Пьер Деланоэ и Клод Лемель), записана, но не выпущена, магнитные ленты утеряны (?)

#### 1976
- Le Jardin du Luxembourg (Джо Дассен, Тото Кутуньо, Клод Лемель, Вито Паллавичини, в дуэте с Доминикой Пулен)
- Il était une fois nous deux (Джо Дассен, Пьер Деланоэ и Клод Лемель)
- À toi (Джо Дассен, Жан Бодло, Пьер Деланоэ и Клод Лемель)
- Le Café des trois colombes (Джо Дассен, Пьер Деланоэ и Клод Лемель)
- Comme disait Valentine (Джо Дассен, Джонни Арти, Пьер Деланоэ и Клод Лемель)
- Laisse-moi dormir (Джо Дассен, Пьер Деланоэ и Клод Лемель)
- Que sont devenues mes amours? (Джо Дассен, Пьер Деланоэ и Клод Лемель) и Пито Массара)
- Y el mundo sigue andando [Esta no va a cambiar el mundo] (Джо Дассен, Вито Паллавичини, Пьер Деланоэ, Клод Лемель)
- Les Aventuriers (Джо Дассен, Пьер Деланоэ и Клод Лемель)
- Y si no existieras (Джо Дассен, Бадди и Мэри Маккласки)

#### 1977
- A ti (Джо Дассен, Жан Бодло, Пьер Деланоэ и Клод Лемель)
- En los jardines de mi cuidad (Джо Дассен, Вито Паллавичини и Тото Кутуньо)
- Et l'amour s'en va (Джо Дассен и Клод Лемель)
- Le Château du sable (Джо Дассен, Ивон Уазана и Клод Лемель)

#### 1978
- Un lord anglais (Джо Дассен, Пьер Деланоэ и Клод Лемель)
- Toi, le refrain de ma vie (Джо Дассен, Пьер Деланоэ и Клод Лемель)
- La Beauté du diable (Джо Дассен, Пьер Деланоэ и Клод Лемель)
- Happy birthday (Джо Дассен, Пьер Деланоэ и Клод Лемель)
- La Fan (Джо Дассен, Алиса Дона и Клод Лемель)
- La vie se chante, la vie se pleure [оригинальная версия на английском языке "Down by the water"] (Джо Дассен, Пьер Деланоэ и Клод Лемель)
- Darlin (на английском языке) (Джо Дассен)
- Pour le plaisir de partir (Джо Дассен, Дидье Барбеливьен, Пьер Деланоэ и Клод Лемель)
- Côté banjo, côté violon (Джо Дассен, Пьер Деланоэ и Клод Лемель)
- Qu'est-ce que tu fais de moi? (Джо Дассен, Пьер Деланоэ и Клод Лемель)
- La Femme idéale (Джо Дассен, Пьер Деланоэ и Клод Лемель)
- La Première Femme de ma vie (Джо Дассен, Ален Горагер, Пьер Деланоэ и Клод Лемель)
- Noisette Et  Cassidy (Джо Дассен, Жиль Маршал, Пьер Деланоэ и Клод Лемель)
- La Demoiselle de déshonneur (Джо Дассен и Клод Лемель)
- Dans les yeux d'Émilie (Джо Дассен, Ивон Уазана, Пьер Деланоэ и Клод Лемель)[3]
- Quand on sera deux (Джо Дассен, Пьер Деланоэ и Клод Лемель)
- Maria (Джо Дассен, Пьер Деланоэ и Клод Лемель)
- Mon copain Julie (Джо Дассен, Пьер Деланоэ и Клод Лемель)
- Marie-Ange (Джо Дассен, Пьер Деланоэ и Клод Лемель)
- J'ai craqué (Джо Дассен, Ален Горагер и Клод Лемель)
- Petit Ballon (Джо Дассен, Ален Горагер, Пьер Деланоэ и Клод Лемель)
- La rue Marie-Laurence (Джо Дассен, Пьер Деланоэ и Клод Лемель)
- À mon fils (Джо Дассен, Джанни Гварньери и Вито Паллавичини)
- Après la fête (Джо Дассен, Джанни Гварньери и Вито Паллавичини)
- C'est fini (Джо Дассен, Джанни Гварньери и Вито Паллавичини)
- El amor se va (Джо Дассен, Вито Паллавичини и Тото Кутуньо)
- Je viens comme un voleur (Джо Дассен, Джанни Гварньери и Вито Паллавичини)
- La Beauté du diable (Джо Дассен, Пьер Деланоэ и Клод Лемель)
- La Fête (Джо Дассен)
- Martine (Джо Дассен)
- Perdon porque te quiero (Джо Дассен, Бадди и Мэри Маккласки)
- Quand la chance passe (Джо Дассен)
- Regarde-toi (Джо Дассен)
- Sorry (Because I Love You) (Джо Дассен, Клод Лемель и Пьер Деланоэ)
- Si tu penses à moi (Боб Марли - Пьер Деланоэ и Клод Лемель)
- Tu si me extranas на испанском языке (Боб Марли, Бадди и Мэри Маккласки)

#### 1979
- Blue Country (Джо Дассен, Пьер Деланоэ и Клод Лемель); Home Made Ice Cream (Blue Country на английском языке, Джо Дассен и Тони Джо Уайт)
- Faut pas faire de la peine à John (Джо Дассен, Пьер Деланоэ и Клод Лемель); You Don't Mess Around with Jim (Джо Дассен)
- Un baby bébé (Джо Дассен, Пьер Деланоэ и Клод Лемель); My Kind of Woman (Джо Дассен и Тони Джо Уайт)
- On se connaît par cœur (Джо Дассен, Пьер Деланоэ и Клод Лемель); Promises (Джо Дассен, Richard Feldman и Роджер Линн)
- Polk Salad Annie (на английском языке, Джо Дассен и Тони Джо Уайт)
- La Fille du shérif (Джо Дассен, Пьер Деланоэ и Клод Лемель); High Sheriff (Джо Дассен и Тони Джо Уайт)
- La Saison du blues (Джо Дассен, Пьер Деланоэ и Клод Лемель); The Change (Джо Дассен и Тони Джо Уайт)
- Joe macho (Джо Дассен, Пьер Деланоэ и Клод Лемель); Lustful earl and the married woman (Джо Дассен и Тони Джо Уайт)
- Si je dis "Je t'aime" (Джо Дассен, Пьер Деланоэ и Клод Лемель); I've Got a Thing About You Baby (Джо Дассен и Тони Джо Уайт)
- Le Marché aux puces (Джо Дассен и Клод Лемель); The guitar don't lie (Джо Дассен, Жюли Дассен, Клод Лемель и Тони Джо Уайт)
- Le Dernier Slow (Джо Дассен, Пьер Деланоэ и Клод Лемель)
- Tellement bu, tellement fumé (Джо Дассен, Пьер Деланоэ и Клод Лемель)
- Cotton Fields  (Джо Дассен)
- Kansas City (Джо Дассен, Джерри Либер и Майк Столлер)
- Nobody Knows You (Джо Дассен)
- Yellowstone Cowbear (Джо Дассен, Ришель Дассен и Жюли Дассен)